# Florent Rouamba
Pour les articles homonymes, voir Rouamba.
Florent Rouamba, né à Ouagadougou le 31 décembre 1986, est un footballeur international burkinabè. Il joue au poste de milieu défensif au St-Pryvé St-Hilaire FC.
Il est international burkinabé depuis 2004. À ce titre, il a participé à trois Coupes d'Afrique des nations avec la sélection du Burkina Faso.
En janvier 2014, il s'engage avec le club du CA Bastia. Il joue actuellement au club de Saint-Pryvé Saint-Hilaire Football Club.

## Clubs
- 1999-2002 :  Union sportive de Ouagadougou
- 2003-2005 :  Association Sportive du Faso-Yennenga
- 2006-mars 2013 :  FC Sheriff Tiraspol
- mars 2013-janvier 2014 :  Charlton Athletic
- janvier 2014- 2015 : CA Bastia
- Depuis 2015 : Saint-Pryvé Saint-Hilaire Football Club

## Palmarès
AS Faso-Yennenga
- Championnat du Burkina Faso de football
  - Champion en 2003 et en 2004
- Coupe du Burkina Faso de football
  - Finaliste en 2003

 Sheriff Tiraspol
- Championnat de Moldavie de football
  - Champion en 2006, en 2007, en 2008 et en 2009
- Coupe de Moldavie de football
  - Vainqueur en 2006 et en 2008
- Coupe de la CEI de football
  - Vainqueur en 2009

En sélection nationale :
- Finaliste de la Coupe d'Afrique des Nations en 2013